# 2만 나치의 뉴욕 침공
《2만 나치의 뉴욕 침공》(A Night at the Garden)은 미국에서 제작된 마샬 커리 감독, 로라 포이트러스, 샬럿 쿡 제작의 2017년 다큐멘터리 영화이다. 이 영화는 1939년 뉴욕시의 메디슨 스퀘어 가든을 채웠던 나치 봉기에 관해 다룬 단편 다큐멘터리 영화이다.